# Cellule pyramidale
 (janvier 2022).
Si vous disposez d'ouvrages ou d'articles de référence ou si vous connaissez des sites web de qualité traitant du thème abordé ici, merci de compléter l'article en donnant les références utiles à sa vérifiabilité et en les liant à la section « Notes et références ».
Les cellules pyramidales (ou neurone pyramidal) sont un certain type de neurone. Leur nom vient de la morphologie triangulaire de leur péricaryon. Elles possèdent en outre un arbre dendritique très développé qui reçoit un grand nombre de synapses. Leur axone peut projeter à grande distance. De par leurs propriétés morphologiques, on pense que les cellules pyramidales jouent un rôle central dans l'intégration de signaux convergents. Par ailleurs, elles s'adressent aux motoneurones et ont la possibilité de commander la force de contraction des muscles.
Il existe plusieurs catégories de cellules pyramidales selon leur localisation dans le cerveau, leur morphologie change légèrement :
- les cellules pyramidales de la couche II/III du néocortex,
- les cellules pyramidales de la couche V du néocortex, les plus grosses,
- les cellules pyramidales de la région CA1 de l'hippocampe cervical,
- les cellules pyramidales de la région CA3 de l'hippocampe cervical.

L'acide glutamique est le neurotransmetteur excitateur principal des neurones pyramidaux. Ce sont des neurones de projection trouvés dans les connexions corticostriatales et corticothalamiques.

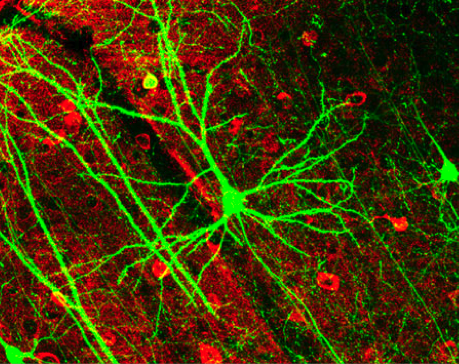
Neurone pyramidal visualisé grâce à la protéine fluorescente verte.
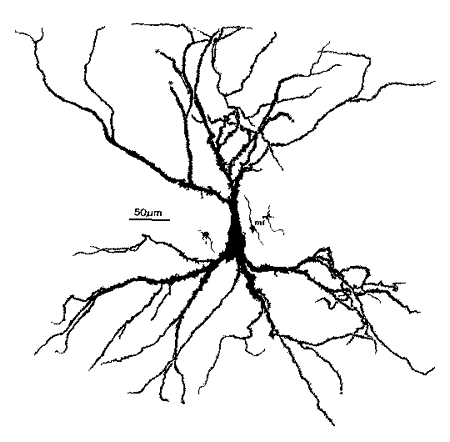
Une cellule pyramidale de l'hippocampe cervical.